# Birgit Sylow-Rynning
Esther Birgit Sylow-Rynning, född 30 november 1907 i Skövde, död 8 april 1980 i Jönköping, var en svensk målare, tecknare och textilslöjdskonsult.
Hon var dotter till direktören KG Karlsson och Olga Maria Forssell och fram till 1937 gift med Christian Sylow-Rynning. Hon fick redan i sina tidiga ungdomsår undervisning i konstnärlig verksamhet och fortsatte sina studier vid Art School of Folkestone i England 1927–1928 samt fram till 1933 vid olika konstskolor i England, Frankrike och Norge. Hon medverkade i utställningen Vätterpaletten i Huskvarna 1947–1950 och i samlingsutställningar arrangerade av Norra Smålands konstförening. Hennes konst består av dekorativt betonade figurstudier och landskap. Vid sidan av sitt eget skapande var hon anställd som sömnadsteknisk rikskonsulent och sömnadsexpert. Birgit Sylow-Rynning är begravd på Skogskyrkogården i Jönköping.